# 鞍谷氏
鞍谷氏（くらたにし）は、室町時代の越前国にあった足利氏の一門。3代将軍足利義満の子であった義嗣の子・嗣俊に始まるという説があるが、奥州斯波氏の出身ともされる。いずれにしても足利一門の中でも家格は高く、鞍谷御所と称した。戦国期には越前国主朝倉氏の客将として遇され、姻戚関係を重ねた。

## 出自

### 足利将軍連枝説
『越前名勝志』等によると、鞍谷氏の祖は足利義満の子義嗣であるとされる。応永23年（1416年）、上杉禅秀の乱の際に義嗣が兄の将軍義持と対立して逆名を受けたため、右兵衛佐嗣俊は越前に逃れ、 今立郡鞍谷庄に住して鞍谷御所と称したという。また義嗣の後は掃部頭嗣時、刑部大輔嗣知と続いたという。ただし、義嗣の子については『続群書類従』所収の「足利家官位記」等の系図にも記載されておらず、義嗣の子について記した良質な史料は存在しない。これらの説は江戸時代に流布されていた「鞍谷氏系図」によるものである。

### 奥州斯波氏出身説
以上の鞍谷氏を足利義嗣の子孫とする説は江戸時代の越前に流布した『鞍谷系図』によるもので、『奥州斯波系図』には斯波詮教（志和御所、奥州斯波氏）の子郷長が越前に移り住んで鞍谷氏を相続したと記されているが顧みられていなかった。
佐藤圭は、良質な系図が残っていないものの、斯波氏一門の中でも家格の高い奥州の一族が越前に移り、斯波氏宗家が朝倉氏に追われた後は越前における斯波一族諸氏（佐藤は「越前斯波氏」と呼ぶ）の中核的存在になったこと、当時鞍谷氏は斯波一族と認識されていたのに対して足利将軍家の出（義嗣の子孫）であることを示す同時代史料は見られないこと、さらに当時の土地文書から鞍谷氏の所領はもともと斯波氏宗家のものであったことが確認できることから、鞍谷氏は将軍家出身ではなく奥州斯波氏の流れを引く有力一門で、後に斯波氏宗家に代わる存在になったとする。
斯波義敏が将軍足利義尚の求めに応じて文明13年（1481年）にまとめた『斯波家譜』に、「斯波の先祖は高経の弟の左京権大夫家兼という者で、関東（陸奥国）の知行地斯波郡に家兼を置いたことから名字を斯波とし、その子孫は今日も関東にある。近年越前へもその一族が移って来て斯波と名乗っている」と記されている。また、永正11年（1514年）成立の『奥州余目記録』が載せる奥州探題大崎教兼（家兼の子孫）の文明3年から5年頃の記事によれば、「越前には武衛様御一家、斯波殿、仙北殿、五条殿、末野殿へは謹上と書き上げる」と厚礼の書札礼をとることと記されている。ここでいう越前の「斯波殿」は、『斯波家譜』の奥州から移り住んだ斯波一族と同じものとみられる。永正8年（1511年）成立の『大崎家鹿島社古記録』は、「奥州の斯波殿は越前の斯波をお持ちなので斯波殿と呼ぶ。当国の斯波の郷へ下って四代になる」といい、奥州斯波氏の下に「越前の斯波」を位置付けている。時代は下るが、連歌師宗長が編集に関与した『今川家譜』に、「（斯波氏の祖）家氏の子孫は、奥州斯波、同国の大崎、出羽の最上、越前鞍谷、同国の大野、尾張の武衛などである。ただし尾張の武衛はこの家の嫡流である。これを尾張流という」とあり、ここで鞍谷氏は斯波氏一門として現れる。
足利（斯波）高経の四男義将の子孫で管領家となった斯波氏宗家はもっぱら「武衛」と称されているが、その一方で本貫の斯波郡には家兼の子孫ともあるいは高経の長子家長の子孫ともいう奥州斯波氏が南北朝時代以来定着しており、「斯波殿」とは彼らおよび越前に移った一族の当主を指した。佐藤は、蜷川親元の『親元日記』寛正6年（1465年）3月28日条などに見える「斯波四郎三郎殿（政綿）」を「越前斯波氏」であるとする。そして鞍谷を領していた斯波政綿が、『朝倉宗滴話記』に見える朝倉孝景の長女が嫁した「鞍谷殿」であろうと見る。
佐藤は、没落していた奥州斯波氏の勢力が戦国中期に一時的に回復した様子が見られることについて、鞍谷氏から詮基という人物が下って奥州斯波氏を再興したという所伝からその可能性も指摘している。
なお佐藤は、斯波義俊と栄棟を同一人物と見て鞍谷氏の名跡を継承したとする説には矛盾があり再検討すべきとし、斯波義廉（義俊の父）の実家渋川氏はむしろ加賀国から越中国にかけての一帯につながりを持っており、戦国時代に渋川氏や管領斯波氏（義廉）の一族がいた可能性が高いのは加賀方面で、鞍谷氏とは直接の関係はないと見る。
鞍谷御所は越前守護斯波氏の庇護下にあったが、やがて斯波氏は家督継承を巡って斯波義敏と斯波義廉の二派に分かれ、これが一因となって応仁の乱が起こる。乱の最中、東軍の総大将・管領細川勝元は斯波氏被官で西軍の有力部将であった朝倉孝景を寝返らせ、越前支配を認めた（守護職補任の密約だったともいう）。斯波義敏・義寛親子は、越前の回復を目指し、乱後も幕府にたびたび訴訟を起こしたが、幕府は朝倉氏の「武衛への参仕」を条件とする調停案を示した。ここで朝倉氏は、斯波義廉の子を名目上の越前国主・斯波氏当主（武衛）として立てることでその条件を遵守する形を取り、義敏・義寛派の越前回復の主張に対抗した。この義廉の子（栄棟喝食）を斯波義俊に比定し、これが女婿として鞍谷氏の名跡を継承したとする考え方もあるが断定はできない。

## 鞍谷氏のその後
応仁の乱後、朝倉氏が名実ともに守護となると鞍谷氏は朝倉氏の客将化し、越前随一の名門として、また代々朝倉氏と姻戚関係を結んで一定の権威を保持した。鞍谷御所嗣知の息女は朝倉義景の側室になっている。後に足利義昭が義景に庇護を求め、兄である将軍義輝を討った三好三人衆と松永久秀を討伐するための出兵を求めてきたとき、義昭の従者であった明智光秀が義景に取り入って家中に勢力を築いたが、嗣知は義景に讒言して光秀を退けたという。足利義昭も義景が討伐の兵を挙げないことにしびれをきらせ、光秀も朝倉家中において立場を失ったことから、主従は尾張の織田信長を頼ったが、皮肉にもこれで大義名分を得た信長によってやがて朝倉氏は滅ぼされる。以後の鞍谷氏の事績は明らかではないが、信長の武将である佐々成政に仕えた鞍谷民部少輔の名が見える。

## 系図
（足利将軍連枝説による）
```
　　　　　
足利義満

 　┏━━━━┫

足利義持
　
足利義嗣

 　　　　　　┣━━━┳━━━┓
　　　　    
梵修
 　 
清欽
 　 
嗣俊

               　　　　　　　┃
　　　　          　  　  　
嗣時

 　　             　 　　　　┃
　　             　　　 　　
嗣知
```

以上の系図は(名著出版 1993)を参考にしたもの。なお、同系図では嗣俊から嗣時の間が省略されている可能性がある。
なお、「続群書類従　巻百十三　系図部八」の『奥州斯波系図』では奥州斯波氏の斯波詮教の三男、斯波郷長（民部少輔）が越前国鞍谷氏を相続したとあるが、詳細な関係は不詳。